# St. Michael (Mittelberg)

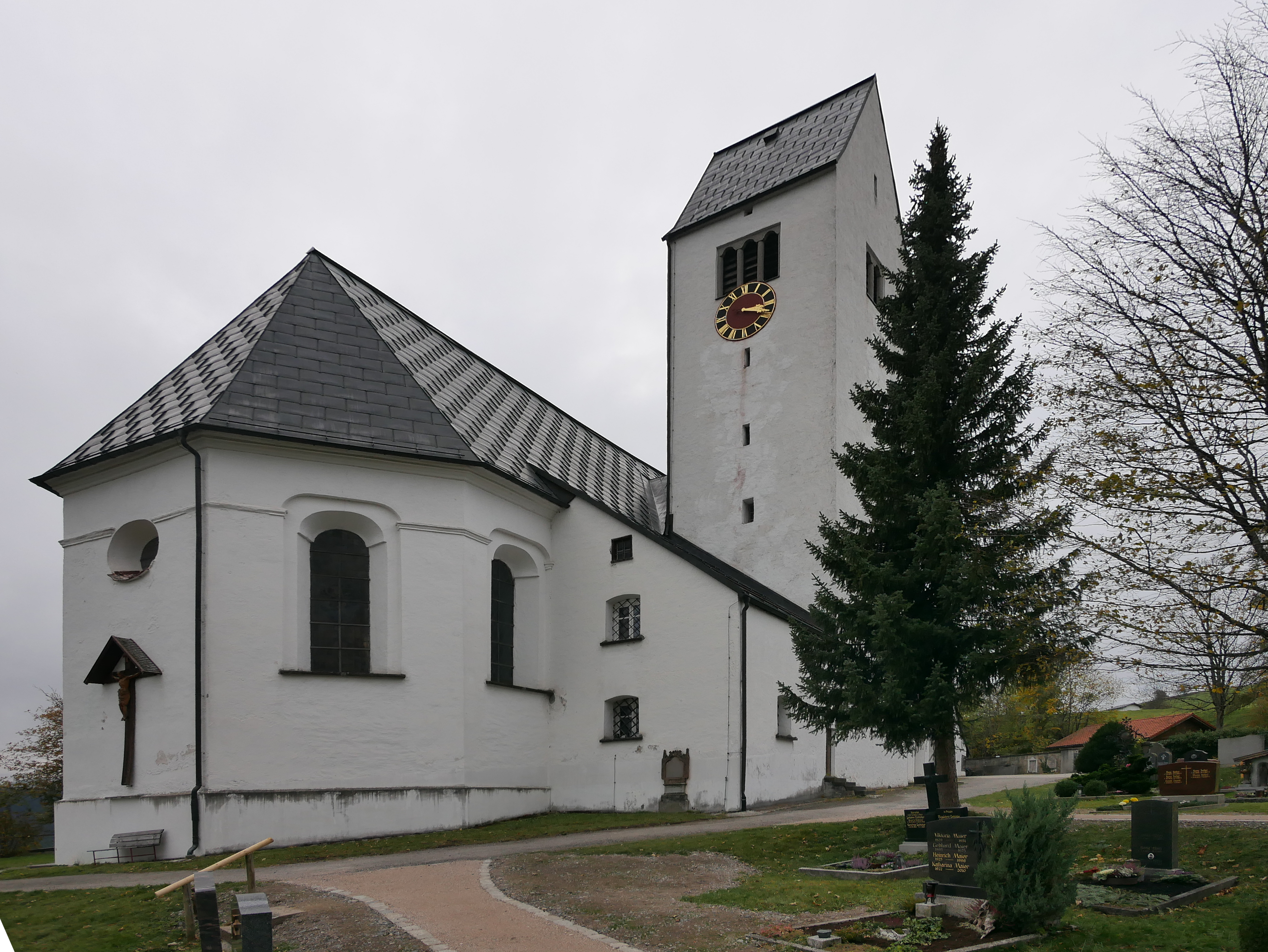
St. Michael in Mittelberg

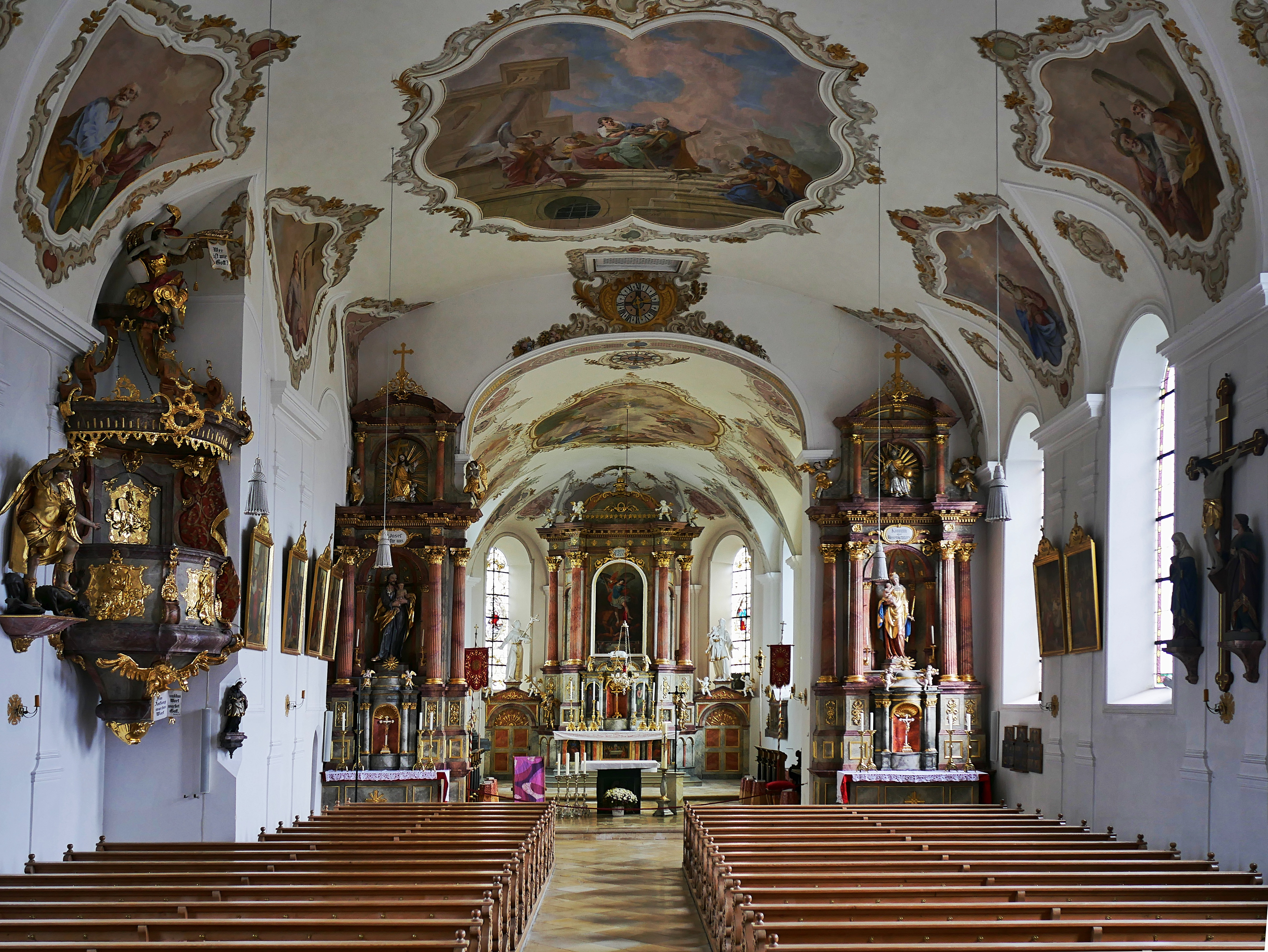
Innenraum

Die römisch-katholische Pfarrkirche St. Michael steht in Mittelberg, einem Gemeindeteil von Oy-Mittelberg im schwäbischen Landkreis Oberallgäu in Bayern. Das Bauwerk ist in der Liste der Baudenkmäler in Oy-Mittelberg als Baudenkmal unter der Nr. D-7-80-128-35 eingetragen.

## Beschreibung
Die Saalkirche wurde 1453 erbaut. Sie besteht aus einem Langhaus, das 1676/67 nach Westen verlängert wurde, einem eingezogenen, dreiseitig geschlossenen Chor im Osten und einem Kirchturm an der Nordostecke des Langhauses, dessen untere Geschosse von der Vorgängerkirche von 1335 stammen. Er wurde aufgestockt, um die Turmuhr und den Glockenstuhl unterzubringen, und quer mit einem Satteldach bedeckt. Die Innenräume sind mit Stichkappengewölben überspannt. Die Fresken wurden 1769 von Franz Anton Weiß gestaltet. Im Chor ist die Verkündigung des Herrn dargestellt, im Langhaus der Höllensturz. Das Altarretabel des Hochaltars hat Franz Anton Zeiller gestaltet. Die Orgel wurde von den Gebrüdern Hindelang gebaut.